# V650 Возничего
V650 Возничего (лат. V650 Aurigae) — двойная вращающаяся эллипсоидальная переменная звезда (ELL:) в созвездии Возничего на расстоянии приблизительно 4174 световых лет (около 1280 парсеков) от Солнца. Видимая звёздная величина звезды — от +13,62m до +13,54m. Орбитальный период — около 0,6443 суток (15,462 часов).

## Характеристики
Первый компонент — жёлто-белая звезда спектрального класса F. Радиус — около 1,79 солнечного, светимость — около 4,305 солнечных. Эффективная температура — около 6214 K.